# Wasyl Tuczapeć
Wasyl Wołodymyr Tuczapeć OSBM (ur. 29 września 1967 w Jaworowie) – ukraiński biskup greckokatolicki obrządku bizantyjsko-ukraińskiego, od 2014 egzarcha Charkowa.

## Życiorys
Chirotonii udzielił mu 12 lipca 1997 biskup Sofron Dmyterko. Pracował w kilku monasterach bazyliańskich, a w latach 2012-2014 był wikariuszem zakonnej prowincji św. Jozafata.
2 kwietnia 2014 został wybrany egzarchą charkowskim. Papież Franciszek zatwierdził ten wybór i nadał mu stolicę tytularną Centuriones. Chirotonii biskupiej udzielił mu 21 maja 2014 arcybiskup Światosław Szewczuk.